# Philip J. Currie
Philip John Currie AOE FRSC (Brampton,13 maart 1949) is een Canadese paleontoloog en museumconservator die hielp bij de oprichting van het Royal Tyrrell Museum of Palaeontology in Drumheller, Alberta en is nu professor aan de Universiteit van Alberta in Edmonton. In de jaren 1980 werd hij directeur van het Canada-China Dinosaur Project, de eerste paleontologische samenwerking tussen China en het Westen sinds de Centraal-Aziatische expedities in de jaren 1920, en hielp hij bij het beschrijven van enkele van de eerste gevederde dinosauriërs. Hij is een van de belangrijkste redacteuren van de invloedrijke Encyclopedia of Dinosaurs, en zijn expertisegebieden omvatten theropoden (vooral Tyrannosauridae), de oorsprong van vogels en migratiepatronen en kuddegedrag van dinosauriërs. Hij was een van de modellen voor paleontoloog Alan Grant in de film Jurassic Park.

## Biografie
Currie behaalde zijn Bachelor of Science-graad aan de Universiteit van Toronto in 1972, een Master of Science-graad aan de McGill University in 1975 en een doctoraat in de filosofie (PhD) in de biologie (met onderscheiding) van dezelfde instelling in 1981. Zijn master- en doctoraatsthesissen gingen respectievelijk over synapsiden en vroege aquatische diapsiden.
Currie werd in 1976 conservator aardwetenschappen in het Provincial Museum of Alberta (dat in 2005 het Royal Alberta Museum werd) in Edmonton, net toen hij aan het PhD-programma begon. Binnen drie seizoenen had hij zoveel succes met veldwerk dat de provincie een groter museum begon te plannen voor de collectie. De collectie werd onderdeel van het Tyrrell Museum of Paleontology, dat in 1985 werd voltooid (het Koninklijke epitheton werd in 1990 toegevoegd), en Currie werd benoemd tot conservator van dinosauriërs.
In 1986 werd Currie mededirecteur van het gezamenlijke Canada-China Dinosaur Project, samen met Dale Russell van het Canadian Museum of Nature in Ottawa en Dong Zhiming van het Institute of Vertebrate Paleontology and Paleoanthropology in Beijing.

## Bijdragen aan de paleontologie
De afgelopen 25 jaar heeft hij gewerkt aan de ontdekking van fossielen in Mongolië, Argentinië, Antarctica, het Dinosaur Provincial Park, het Dry Island Buffalo Jump Provincial Park en vele andere locaties.
Zijn bijdragen aan de paleontologie omvatten het synoniem maken van de geslachten Troodon en Stenonychosaurus in 1987 (waarbij de voormalige naam voorrang kreeg) wat hij later in 2017 ongedaan maakte. Hij heeft ook het ceratopsische taxon Rubeosaurus synoniem gemaakt met Styracosaurus, waarbij de laatste het geldige, ouder synoniem is.
Een van Currie's belangrijkste interesses was de evolutionaire link tussen moderne vogels en niet-aviaire dinosauriërs. De overeenkomsten tussen troodontiden en vogels in het bijzonder maakten hem een groot voorstander van de hypothese dat vogels afstammen van dinosauriërs, evenals zijn bevinding dat tyrannosauriden, samen met vele andere niet-aviaire theropode geslachten, furculae bezaten, een eigenschap die eerder werd aangenomen om exclusief te zijn voor vogels en afwezig te zijn bij niet-aviaire dinosauriërs. Als onderdeel van het gezamenlijke China-Canada Dinosaur Project hielp hij bij het beschrijven van twee van de eerste dinosauriërspecimina uit de Lagerstätten van de Liaoning in China die duidelijk verenafdrukken vertoonden: Protarchaeopteryx en Caudipteryx. In tegenstelling tot de fossielen van Sinosauropteryx in 1996, die alleen donzige filamenten vertoonden, waren dit onmiskenbaar veren. Dit hielp niet alleen de hypothese te bevestigen dat vogels afstammen van dinosauriërs, maar gaf ook aan dat veel dromaeosauriden gevederd waren. Hij was later te zien in tal van populaire artikelen en documentaires.
In 1997 werkte Currie samen met Chief Technical Officer Nathan Myhrvold van Microsoft om een computermodel te maken dat aantoont dat diplodociden met hun staarten als zwepen kleine sonische knallen kunnen veroorzaken. Een dieptepunt van zijn carrière was zijn betrokkenheid bij het Archaeoraptor-schandaal van National Geographic in 1999. Hoewel hij al ontdekt had dat het stuk een vervalsing betrof, liet hij na tijdig het tijdschrift te waarschuwen.
Currie werd steeds sceptischer over het orthodoxe geloof dat grote carnivore dinosauriërs solitaire dieren waren, maar er was geen bewijs voor zijn hypothese dat ze in roedels hebben gejaagd. Er kwam echter indirect bewijs toen hij een door Barnum Brown genoemde vindplaats opspoorde met twaalf exemplaren van Albertosaurus uit verschillende leeftijdsgroepen. Currie was ook betrokken bij de ontdekking van een beenderbed dat blijk gaf van kuddegedrag bij de caenagnathoid Avimimus.
Currie heeft belangrijke bijdragen geleverd aan de studie van fylogenetica. Hij heeft bijgedragen aan een uitgebreide herziening van de fylogenetische verwantschappen van ankylosauride soorten in 2015. Hij beoordeelde ook de fylogenetische status van Nipponosaurus sachalinensis en ontdekte dat het veel basaler was onder de Lambeosaurinae dan paleontologen eerder hadden gedacht.
Currie heeft meerdere artikelen gepubliceerd over de schedelanatomie van verschillende dinosauriërs. Samen met Rodolfo Coria publiceerde hij in 2003 een gedetailleerde beschrijving van de hersenpan van de grote carcharodontosauride Giganotosaurus carolinii, waardoor hij geloofde dat Giganotosaurus en Carcharodontosaurus zeer nauw verwante geslachten waren. In 2017 schreven hij en Ariana Paulina-Carabajal een paper over de anatomie van de goed bewaarde hersenpan van Murusraptor barrosaensis, waarbij ze vonden dat het meer op tyrannosauriërs leek dan op allosauriërs of ceratosauriërs. Een jaar later was hij co-auteur van een studie waarin de endocraniële morfologie van de ankylosauriërs Talarurus plicatospineus en Tarchia teresae werd beschreven. In 2019 beschreef Currie samen met David Christopher Evans nieuw ontdekt schedelmateriaal van de dromaeosauriër Saurornitholestes langstoni en ontdekte dat het slecht bekende tandtaxon Zapsalis waarschijnlijk hetzelfde taxon vertegenwoordigt als Saurornitholestes.
Currie's bijdragen aan de studie van het gebit van dinosauriërs omvatten het helpen ontdekken van het eerste bekende geval van alveolaire hermodellering bij dinosauriërs en het onthullen in een onderzoek uit 2020 dat het gebit van Sinraptor grote overeenkomsten vertoonde met dat van Allosaurus, en concludeerde verder dat Sinraptor waarschijnlijk actief zou hebben gejaagd op middelgrote dinosauriërs als Jiangjunosaurus junggarensis.
Currie heeft het onderwerp van juveniele dinosauriërs en de ontogenie van dinosauriërs uitgebreid bestudeerd. Zijn publicaties over dit onderwerp omvatten studies over jonge exemplaren van Chasmosaurus, Pinacosaurus, Daspletosaurus en Saurornithoides.
Naast zijn werk aan dinosauriërs, is Currie betrokken geweest bij tal van onderzoeksprojecten over pterosauriërs. In 2011 en 2016 was hij betrokken bij de beschrijving van de eerste pterosauriërfossielen uit de Northumberlandformatie, een onderdeel van de Nanaimo Group, van Hornby Island in British Columbia, waarbij hij meende dat ze waarschijnlijk onbepaalde leden van respectievelijk Istiodactylidae en Azhdarchidae vertegenwoordigden. De vermeende istiodactylide bleek echter een saurodontide vis te zijn. De In 2017 hielp hij bij de beschrijving van het eerste bekende bekkenmateriaal van de pterosauriër uit de Dinosaur Park-formatie; hij heeft ook geholpen bij het bestuderen van pterosauriërmateriaal uit het Cenomanien, gevonden in Libanon.
Currie hielp in 2017 de typelocaties van de Mongoolse sauropoden Nemegtosaurus mongoliensis en Opisthocoelicaudia skarzynskii te herontdekken; de locatie van beide steengroeven was onbekend omdat ze enkele decennia eerder waren beschreven en al enige tijd niet waren onderzocht. Het jaar daarop publiceerde hij een paper als hoofdauteur waarin hij de hypothese bevestigde  dat de twee taxa dezelfde soort zouden kunnen vertegenwoordigen.
Currie's onderzoeksinteresses omvatten naast skeletten ook ichnofossielen. In 1979, aan het begin van zijn carrière, beschreef hij samen met William A.S. Sarjeant Amblydactylus kortmeyeri uit de Peace River Valley. In 1981 schreef Currie in de Journal of Vertebrate Paleontology een beschrijving van de ichnospecies Aquatilavipes swiboldae van de Aptian Gething-formatie van British Columbia. Hij ging werken aan voetafdrukken van dinosauriërs uit de St. Mary River-formatie. In 2004 bestudeerde hij voetafdrukassemblages van de Lance-formatie en beschreef hij de ichnospecies Saurexallopus zerbsti. In 2018 was Currie co-auteur van een onderzoek waarin de voetafdrukken van dinosauriërs in de Nemegtvindplaats werden beschreven.
In de loop van zijn carrière heeft Currie tientallen nieuwe soorten dinosauriërs en andere dieren beschreven. In 1980 noemde hij de tangasauride soort Acerosodontosaurus piveteaui op basis van een gedeeltelijke schedel en gedeeltelijk skelet gevonden in Madagaskar. In 1993 beschreven hij en Xi-Jin Zhao Sinraptor dongi van de Shishugou-formatie in Xinjiang. Hij was betrokken bij het China-Canada Dinosaur Project als onderdeel van het onderzoek dat Protarchaeopteryx robusta en Caudipteryx zoui beschreef. In 2000 maakte hij deel uit van een team dat de Mongoolse oviraptoride Nomingia gobiensis beschreef. In 2004 was hij betrokken bij de beschrijving van Atrociraptor marshalli. In 2009 droeg hij bij aan het wetenschappelijke artikel over Hesperonychus elizabethae, de eerste bekende microraptorine die in Noord-Amerika werd gevonden. In 2012 beschreef Currie, samen met David Christopher Evans e.a., de leptoceratopsiden Gryphoceratops morrisoni en Unescoceratops koppelhusae van respectievelijk de Milk River-formatie en de Dinosaur Park-formatie uit Alberta. In 2013 werkte hij samen met David Christopher Evans en Derek W. Larson om de velociraptorine dromaeosauriër Acheroraptor temertyorum te bestuderen en een naam te geven, en met Dong Zhiming en andere paleontologen om Nebulasaurus taito te beschrijven. In 2014 beschreef hij en Victoria Megan Arbor de ankylosauriër Zaraapelta nomadis. In 2015 beschreef Currie, als onderdeel van een team van twaalf wetenschappers, Ischioceratops zhuchengensis uit de provincie Shandong. In 2016 beschreven hij en Gregory Funston Apatoraptor pennatus, een nieuw caenagnathide taxon uit de Horseshoe Canyon-formatie van Alberta. In 2017 hielp Currie met het beschrijven van Aepyornithomimus tugrikinensis, de eerste soort ornithomimosauriër gevonden in de Djadokhta-formatie van Mongolië, Halszkaraptor escuilliei, een halszkaraptorine dromaeosauriër, en Latenivenatrix mcmasterae, de grootste bekende troodontide. In 2019 was Currie co-auteur van een studie waarin de fossiele slijmprik Tethymyxine tapirostrum werd beschreven die werd gevonden in de Hâdjula-Lagerstätte, een fossielenvindplaats uit het Cenomanien in Libanon, evenals een studie die Mimodactylus libanensis beschreef, een pterosauriër uit diezelfde vindplaats. In 2020 maakte Currie, samen met zijn oude medewerker Rodolfo Coria, deel uit van een team van onderzoekers dat een beschrijving publiceerde van Lajasvenator ascheriae, de oudst bekende carcharodontosauriër uit het Krijt.

## Philip J. Currie Dinosauriërmuseum
In 2015 werd het Philip J. Currie Dinosaur Museum geopend in Wembley, Alberta. Het ligt ongeveer vijftien minuten rijden ten westen van Grande Prairie en ongeveer vijfhonderd kilometer ten noordwesten van Edmonton. Het museum is ontworpen door Teeple Architects en heeft verschillende prijzen gewonnen. Het viert het Pipestone Creek-beenderbed, een van 's werelds rijkste beenderbedden met dinosauriërs.

## Privéleven
Currie is een levenslange fan van sciencefiction en het werk van Edgar Rice Burroughs. Hij is getrouwd met de Deense paleobotanicus en palynoloog Eva Koppelhus en heeft drie zonen uit een eerder huwelijk.

## Onderscheidingen en erkenning
- 1981: proefschrift genomineerd voor beste proefschrift van het jaar van de Canadian Society of Zoologist
- 1988: Sir Frederick Haultain Award voor belangrijke bijdragen aan de wetenschap in Alberta
- 1998: Uitgelicht als een van de 12 uitstekende Canadezen in Maclean's
- 1998: Op de voorkant van de Canadese uitgave van Time
- 1999: Michel T. Halbouty Human Needs Award van de American Association of Petroleum Geologists
- 1999: Verkozen tot lid van de Royal Society of Canada
- 2001: Het festschrift Mesozoïcum Vertebrate Life: New Research Inspired by the Paleontology of Philip J. Currie werd ter ere van hem gepubliceerd
- 2003: Gerangschikt als een van Canada's top vijf ontdekkingsreizigers door Time
- 2004: Michael Smith Award
- 2006: ASTech Award
- 2010: Alberta Order of Excellence
- 2012: de gouden medaille van de Royal Canadian Geographical Society
- 2019: De Elizabeth 'Betsy' Nicholls Award voor uitmuntendheid in paleontologie
- 2022: Distinguished Explorer Award van de Roy Chapman Andrews Society

Dinosauriërsoorten genoemd ter ere van Currie zijn onder meer Quilmesaurus curriei (Coria, 2001), Epichirostenotes curriei (Sullivan et al., 2011), Teratophoneus curriei (Carr et al., 2011), Philovenator curriei (Xu et al., 2012) en Albertavenator curriei (Evans et al., 2017).